# 중앙동 (울산)
중앙동(中央洞)은 울산광역시 중구의 행정동, 법정동이다. 중앙동은 행정안전부의 소규모 동 통·폐합 추진지침에 따라 행정의 효율성과 서비스의 질 향상 및 주민 편의를 도모하고자, 2009년 1월 1일자로 구 ‘옥교동’과 구 ‘성남동’을 통합한 동으로, 옥교동, 학산동, 성남동, 교동 4개의 법정동을 관장해 왔다. 2014년 9월 1일 폐지된 북정동의 법정동인 북정동을 관할하게 되고, 교동을 북정동의 잔여 지역인 성안동과 함께 행정동 성안동으로 묶어 2014년 현재 관할하는 법정동은 학산동, 북정동, 옥교동, 성남동이다.

## 개요
옥교동은 1765년 영조 41년에 노서리·노북리·노동리로 갈라져 있었다. 그 후 정조에서 고종에 이르는 동안에도 역시 세 마을이 갈라져있었으나 1914년의 행정구역 개편 때 노하동의 일부를 합하여 옥교동이라 하였다. 옥교라 함은 옥골을 그렇게 고쳐 부른 것이라 생각된다.

## 법정동
- 학산동(鶴山洞)
- 북정동(北亭洞)
- 옥교동(玉橋洞)
- 성남동(城南洞)
- 교동(校洞)

## 볼거리
- 울산향교
- 울산중앙거리

## 교육
- 양사초등학교

## 기타
- 현재의 중앙동 주민센터가 위치한 중앙길 199(학산동 123번지)는 1933년 1월 24일에 울산읍사무소가 신축된 이래 울산읍사무소(1933년 1월 24일 ~ 1962년 5월 31일), 울산시청(1962년 6월 1일 ~ 1969년 12월 30일), 울산시 중앙출장소(1963년 11월 1일~1976년 4월 20일), 울산 중구청(1985년 7월 15일~1991년 12월 23일)의 소재지였다.

## 주요 시설
- ubc 울산방송 신사옥, 울산 MBC
- 한국산업인력공단, 근로복지공단, 한국산업안전보건공단 (혁신도시)